# Prirodni rezervat fosila Ipolytarnóc
Prirodni rezervat fosila Ipolytarnóc (mađarski: Ipolytarnóci Ősmaradványok Természetvédelmi Terület) je poznato paleontološko područje u gradu Ipolytarnóc, poznato kao "pradavni Pompeji" jer je nastalo prije 20 milijuna godina tijekom vulkanske katastrofe. Zbog toga ga je Mađarska 2000. godine nominirala za upis na UNESCO-ov popis mjesta svjetske baštine u Europi.
Njegovih 510 hektara posebne geološke baštine nalazi se pod upravom Nacionalnog parka Bükk i predstavlja popularno mjesto geoturizma. PR fosila Ipolytarnóc nalazi se 150 km sjeveroistočno od Budimpešte, u neposrednoj blizini Mađarske granice sa Slovačkom.
U njemu je na relativno malom prostoru sačuvano najviše jedinstvenih geoloških i paleontoloških fenomena i sustava iz razdoblja neogena. Njegove naslage predstavljaju od 24 milijuna godina starih plitkih morskih sedimenata do 19 milijuna godina starih vulkanskih stijena, te predstavljaju vrlo važan dio geopovijesti s obiljem svjetski poznatih fosila. Nakon što su zakopali paleo-okoliš, tokovi riolitnog tufa su sačuvali izvornu morfologiju zemljišne površine, bujne vegetacije, te tragove njegova životinjskog carstva (zubi morskih pasa, kosti, tragovi, otisci listova, divovska okamenjena stabla i dr.). Mnoge nestale vrste su opisane ovdje, a neke od njih su holotipi.
Otkrića u PR fosila Ipolytarnóca mogu se pratiti unatrag do kraja 18. stoljeća. Tada je prirodna erozija izložila divovska okamenjena debla iz vulkanskih slojeva koja su stvorila prirodni kameni most koji je svojom dužinom od 42 m premostio klisuru Borokas. Ova pojava je privukla pozornost ljudi koji su počeli da posjećuju lokalitet. Znanstveni značaj je mjesto dobilo 1836. godine kada su započela prva iskopanja. Na početku su fosili bili prikupljeni i odveženi u daleke muzeje, a zaštita nalaza na licu mjesta nije zanimala znanstvenike. Podrum iznad donjeg i najugroženijeg dijela okamenjenog drveta, kao prva zaštita i zaklon fosila, izgrađen je 1866. godine inicijativom Mađarske kraljevske akademije. No, bez pravne zaštite ovaj je trud bio uzaludan, jer su podrum srušili privatni kolekcionari i lokalnih ljudi željni zarade. Mještani i turisti su prikupljali fosile bez ikakvih ograničenja, a sve više i više posjetitelja je nepovratno oštetilo jedinstvene prirodne vrijednosti. Prirodni rezervat fosila je osnovan tek 1944. godine od kada je ovo područje i zaštićeno. Vijeće Europe mu je tri puta dodijelilo Europsku diplomu zaštićenog područja: 1965., 1995. i 2010. godine.

## Vanjske poveznice
- Službene stranice PR Ipolytarnóc (engl.)
- Ipolytarnóc Prírodná rezervácia pravekých pozostatkov (sl.)